# Charles Treffel
Charles Lucien Treffel (Lilla, Nord, 23 de juny de 1875 – Niça, 18 d'octubre de 1947) va ser un waterpolista francès que va competir a cavall del segle XIX i el segle XX.
El 1900 va prendre part en els Jocs Olímpics de París, on va guanyar la medalla de bronze en la competició de waterpolo, tot formant part del Pupilles de Neptune de Lille #2, un dels quatre equips francesos en la competició de waterpolo.